# Jonas Karlsson
Sven Bert Jonas Karlsson (Stoccolma, 11 marzo 1971) è un attore, drammaturgo e cantante svedese, vincitore del premio Guldbagge come miglior attore nel 2004.

## Biografia
Cresce in una comune operaia della capitale, debuttando all'età di dieci anni nella sua prima pellicola cinematografica. Attore teatrale, membro della compagnia del Teatro Reale Drammatico, alterna l'attività nel cinema e nella televisione. Scrittore e drammaturgo, dirige alcune rappresentazioni tratte dalle sue opere. É chitarrista, voce e fondatore del gruppo indie rock Sugarplum Fairy.

## Filmografia parziale

### Cinema
- 30:e november, regia di Daniel Fridell (1995)
- Un sogno realizzato (Tsatsiki, morsan och polisen), regia di Ella Lemhagen (1999)
- Detaljer, regia di Kristian Petri (2003)
- Offside, regia di Mårten Klingberg (2006)
- Den man älskar, regia di Åke Sandgren (2007)
- L'uomo di neve (The Snowman), regia di Tomas Alfredson (2017)

### Televisione
- En pilgrims död, regia di Kristoffer Nyholm e Kristian Petri (2013)

## Doppiatori italiani
Nelle versioni in italiano dei suoi film, Jonas Karlsson è stato doppiato da:
- Sergio Lucchetti in L'uomo di neve

## Premi e riconoscimenti
Guldbagge
1996 - Candidatura a migliore attore non protagonista - 30:e november
2004 - Miglior attore - Detaljer
2007 - Candidatura a migliore attore - Offside
2008 - Candidatura a migliore attore - Den man älskar